# Hyrkanos (Tobiade)

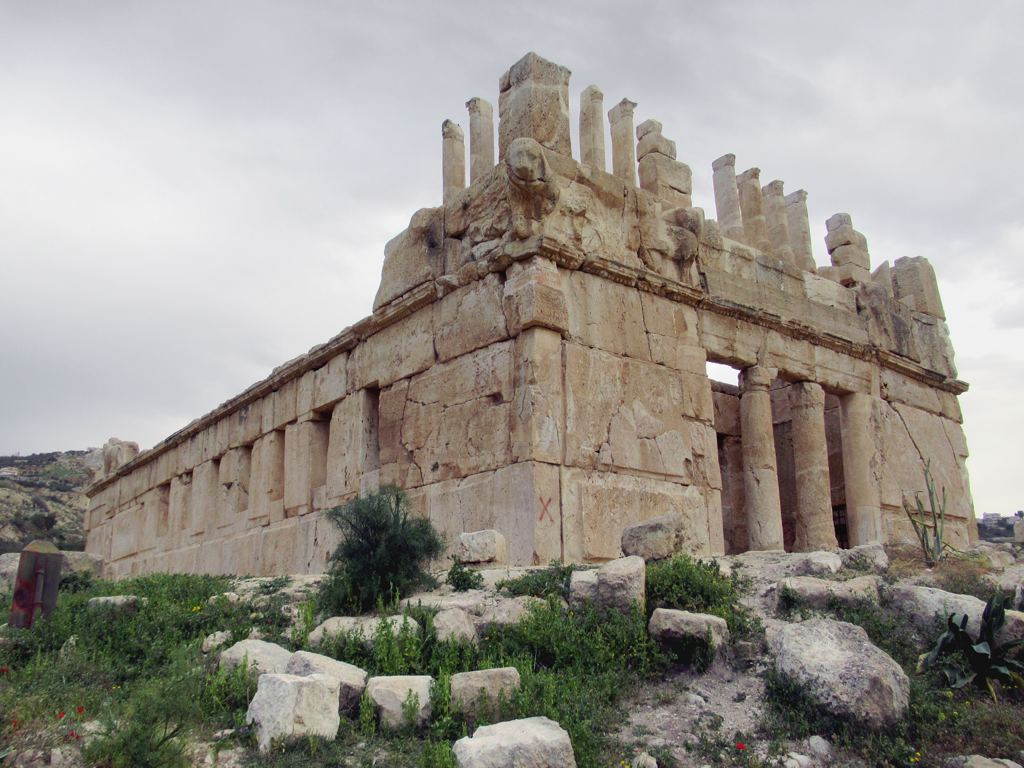
Qasr el-Abd, Residenz des Hyrkanos im Ostjordanland

Hyrkanos war ein Mitglied der Tobiadenfamilie, die Judäa zur Zeit von Ptolemaios IV. faktisch beherrschte.
Flavius Josephus verarbeitete in seiner Schrift Jüdische Altertümer einen Tobiadenroman. Darin heißt es, dass der prostates und Generalsteuerpächter Josef den Hyrkanos, seinen jüngsten Sohn, nach Ägypten sandte, um dort Glückwünsche zur Geburt des Thronfolgers auszurichten. Dabei handelt es sich wahrscheinlich um den späteren Ptolemaios V. Epiphanes, der um 210 v. Chr. geboren wurde. Hyrkanos gewann mit reichen Geschenken die Gunst des Königs Ptolemaios IV. Wahrscheinlich, so Peter Schäfer, erkaufte sich Hyrkanos damit das Amt der prostasia (= politische Vertretung des Volkes gegenüber dem König). Seine Brüder, die etwas Derartiges geahnt hatten, wollten ihn in Alexandria töten lassen. Zwar setzte sich Hyrkanos zur Wehr und kehrte nach Jerusalem zurück. Er konnte aber sein Amt nicht antreten und zog sich auf seine Familienbesitzung jenseits des Jordan zurück. Dort blieb er als Parteigänger der Ptolemäer wohnen, auch als Jerusalem an die Seleukiden gefallen war und seine übrige Familie sich politisch dementsprechend neu orientiert hatte. Unter Antiochos IV. brach seine Herrschaft im Ostjordanland zusammen.
In 2 Makk 3,10–11  heißt es, dass der Hohepriester Onias III. im Jerusalemer Tempel Besitztümer des Hyrkanos aufbewahrte. Der zu den Seleukiden übergegangene Teil der Tobiadenfamilie rivalisierte mit Onias um die Macht in Jerusalem; deshalb vermutet Schäfer, dass Onias die politischen Sympathien des Hyrkanos für die Ptolemäer geteilt habe. Doch ist der Fortgang des Berichts legendarisch und erlaubt keinen Rückschluss darauf, wie der Konflikt endete.
Josephus berichtete aus einer möglicherweise seleukidischen Quelle, dass es den Jerusalemer Tobiaden gelang, die Hohepriesterfamilie der Oniaden zu stürzen. Daraufhin wurde mit Menelaos ein Hohepriester eingesetzt, der nicht zadokidischer Abstammung war. Der gestürzte Oniade Jason floh ins Ostjordanland, wahrscheinlich zu Hyrkanos, der dort residierte.
Als Antiochos IV. ihn als ptolemäischen Parteigänger bedrohte, beging Hyrkanos Selbstmord.